# 信号识别颗粒RNA
信号识别颗粒RNA（Signal recognition particle RNA，簡稱SRP RNA，又稱7SL RNA）是生物細胞信號識別顆粒中的RNA，在三域生物中皆有，信号识别颗粒（SRP）由RNA與蛋白質組成，可與核糖體轉譯中多肽上的信號肽結合，暫停轉譯，並與細胞內質網（真核生物）或細胞膜（原核生物）的訊息確認顆粒受體結合，將核糖體轉移至這些膜結構上，過去認為SRP RNA在SRP中僅有維持結構的功能，後續研究發現SRP RNA可協助SRP和受體的結合，並在結合後催化兩個三磷酸鳥苷（GTP）分子的水解，促使SRP自訊息確認顆粒受體與核糖體脫離，使核糖體繼續多肽的轉譯。
真核生物的SRP由長約300nt的7SL RNA和6個蛋白質（SRP9、SRP14、SRP19、SRP54、SRP68與SRP72）組成，古菌的SRP由7SL RNA和2個蛋白質組成，真細菌的SRP則由4.5S RNA和Fth蛋白組成。SRP RNA最早在1970年在病毒中被發現。真核生物的SRP RNA與tRNA與5S 核糖體RNA一樣是由RNA聚合酶III轉錄。
除組成SRP之外，有研究發現許多反轉錄病毒顆粒中含有未與SRP蛋白結合的SRP RNA等宿主細胞的RNA，惟其功能尚不明。另外也有研究在成纖維細胞與癌細胞互動後釋放的外排體中，以及人類和小鼠的紅血球細胞中發現未與SRP蛋白結合的SRP RNA。
人類基因組中占比超過10%、最常見的短散在核元件（SINE）Alu元件可能是自SRP RNA中間一段序列刪除後衍生而來。

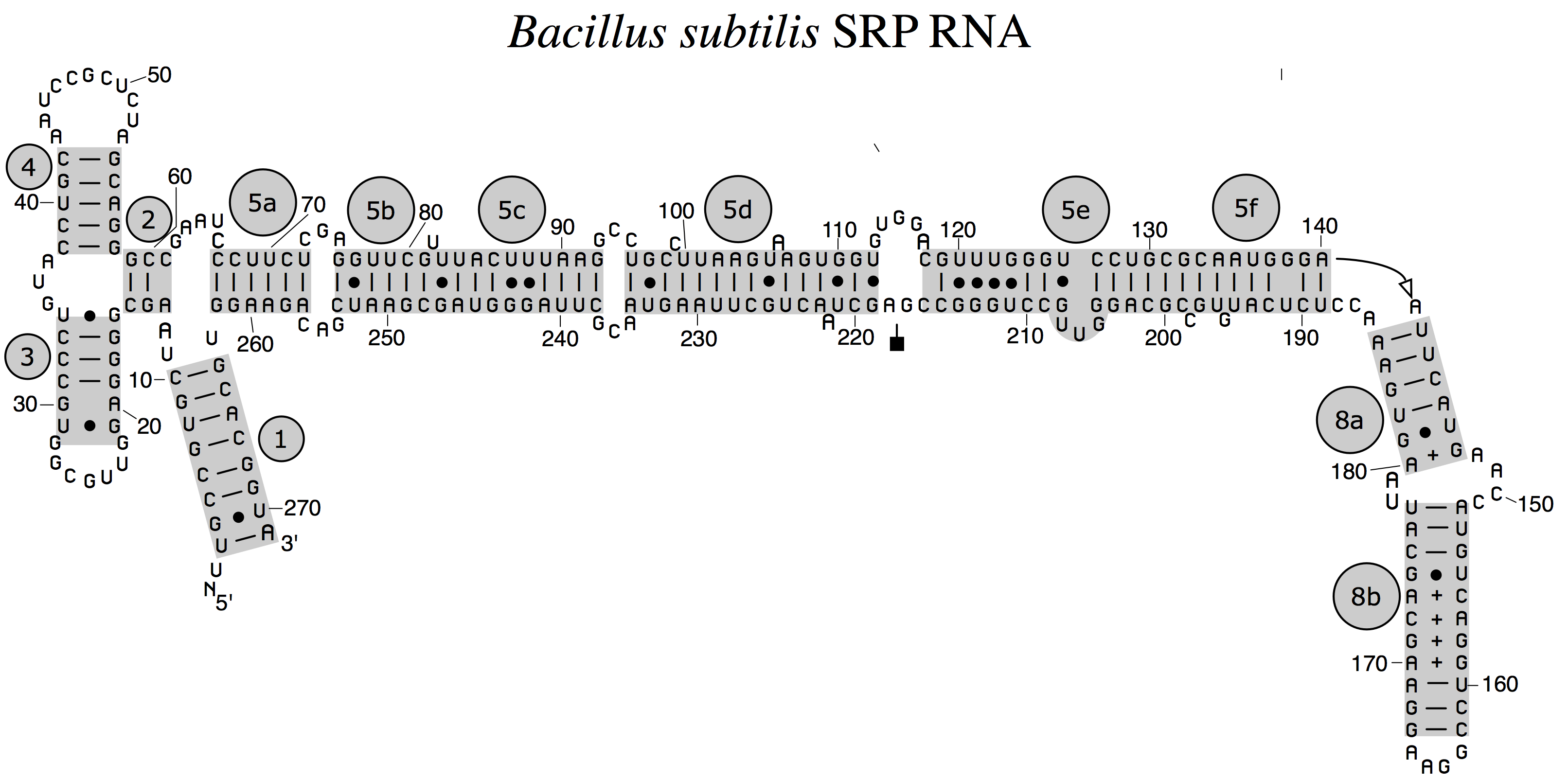
枯草桿菌的SRP RNA